# دور لگن
لبه دور لگن (به انگلیسی: Pelvic brim) لبه ورودی لگن است. این یک خط تقریباً سرشکل میکی موس است که از برجستگی خاجی، خطوط قوسی و پکتینال و حاشیه بالایی التصاق شرمگاهی عبور می‌کند.